# Васюганська рівнина

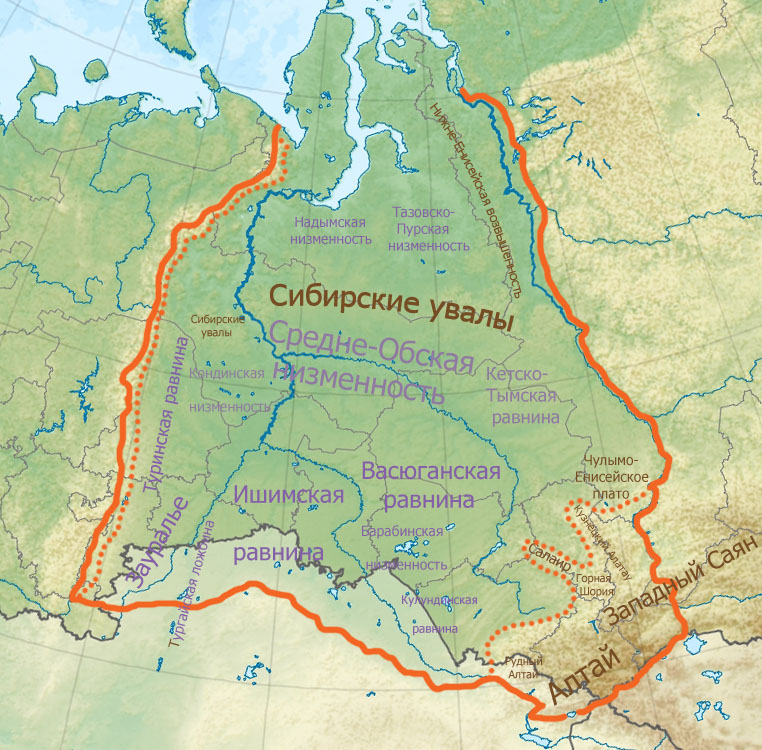
Васюганська рівнина на мапі Західного Сибіру

Васюга́нська рівни́на (рос. Васюганская равнина, Васюганье) — рівнина в Західному Сибіру, частина Західно-Сибірської рівнини, знаходиться в межах Томської, Новосибірської та Омської областей, у межиріччі Обі та Іртишу.
Рівнина знижується до півночі, абсолютні висоти варіюються від 100 до 166 м.
Територія сильно заболочена, тут розташоване одне з найбільших боліт у світі — Васюганське, з якого беруть початок безліч річок.
Корисні копалини: нафта, природний газ, торф, залізна руда.